# رودی تلوه
رودی تلوه (انگلیسی: Rudi Telwe) بازیکن فوتبال اهل اندونزی بود.
وی همچنین در تیم ملی فوتبال هند شرقی هلند بازی کرده‌است.